# Torrent del Gironès
El torrent del Gironès és un torrent que discorre pel terme municipal de Castellterçol, de la comarca del Moianès.
Es forma en el Serrat del Moro, a migdia de la masia del Gironès, al sud-est de Colltrencat i a ponent del Collet de Mas Clamí. Des d'aquest lloc davalla cap al nord, decantant-se molt lleugerament cap a l'oest, a ponent de la Creueta del Gironès. Al Revolt Gran travessa el Camí de Castellterçol a Marfà. Deixa a la dreta la masia del Gironès i la seva quintana, i al nord-oest d'aquests dos llocs s'aboca en el torrent de la Fàbrega just a migdia del Serrat del Vent, a poca distància al sud-est d'on s'hi aboca el Xaragall del Siol, en bona part paral·lel a ponent del torrent del Gironès.